# وايت هاوس
وايت هاوس (بالإنجليزية: White House, Tennessee)‏ هي مدينة تقع بولاية تينيسي في وسط شرق الولايات المتحدة. تأسست عام 1790s، تبلغ مساحة هذه المدينة 23.2 (كم²)، وترتفع عن سطح البحر 263 م، بلغ عدد سكانها 11012 نسمة في عام 2010 حسب إحصاء مكتب تعداد الولايات المتحدة وتصل الكثافة السكانية فيها 310.9 نسمة/كم2.

## التركيبة السكانية
حدّد مكتب تعداد الولايات المتحدة بيانات التركيبة السكانية لوايت هاوس في تعداد الولايات المتحدة. في ما يلي، التركيبة السكانية حسب تعدادي 2000 و2010.

### تعداد عام 2000
بلغ عدد سكان وايت هاوس 7,220 نسمة بحسب تعداد عام 2000، وبلغ عدد الأسر 2,497 أسرة وعدد العائلات 2,059 عائلة مقيمة في المدينة. في حين سجلت الكثافة السكانية 248.5 نسمة لكل كيلومتر مربع (643.6/ميل2). وبلغ عدد الوحدات السكنية 2,578 وحدة بمتوسط كثافة قدره 88.7 لكل كيلومتر مربع (229.7/ميل2).
وتوزع التركيب العرقي للمدينة بنسبة 97.35% من البيض و1.33% من الأمريكيين الأفارقة و0.25% من الأمريكيين الأصليين و0.35% من الأمريكيين ذوي الأصول الآسيوية و0.30% من الأعراق الأخرى و0.42% من عرقين مختلطين أو أكثر و1.02% من الهسبانيون أو اللاتينيون من أي عرق.
بلغ عدد الأسر 2,497 أسرة كانت نسبة 51.5% منها لديها أطفال تحت سن الثامنة عشر تعيش معهم، وبلغت نسبة الأزواج القاطنين مع بعضهم البعض 71% من أصل المجموع الكلي للأسر، ونسبة 8.4% من الأسر كان لديها معيلات من الإناث دون وجود شريك،  بينما كانت نسبة 3.1% من الأسر لديها معيلون من الذكور دون وجود شريكة وكانت نسبة 17.5% من غير العائلات. تألفت نسبة 15.4% من أصل جميع الأسر من عدة أفراد يعيشون في نفس المنزل ونسبة 5.7% كانت تتألف من شخص يعيش بمفرده يبلغ من العمر 65 عاماً أو أكثر. وبلغ متوسط حجم الأسرة المعيشية 2.89، أما متوسط حجم العائلات فبلغ 3.22.
بلغ العمر الوسطي للسكان 32.1 عاماً. وكانت نسبة 31.7% من القاطنين تحت سن الثامنة عشر، وكانت نسبة 6.6% بين الثامنة عشر والرابعة والعشرين عاماً، ونسبة 37.8% كانت واقعةً في الفئة العمرية ما بين الخامسة والعشرين والرابعة والأربعين عاماً، ونسبة 17.6% كانت ما بين الخامسة والأربعين والرابعة والستين، ونسبة 6.3% كانت ضمن فئة الخامسة والستين عاماً فما فوق. يوجد لكل 100 أنثى 99.6 ذكر، ويوجد لكل 100 أنثى في الثامنة عشر من عمرها فما فوق 93.8 ذكر.
بلغ متوسط دخل الأسرة في المدينة 51,649 دولارًا، أما متوسط دخل العائلة فبلغ 55,731 دولارًا. وكان متوسط دخل الذكور 38,448 دولارًا مقابل 26,216 دولارًا للإناث. وسجل دخل الفرد الخاص بالمدينة 19,890 دولارًا. وكانت نسبة 2.3% من العائلات ونسبة 3.3% من السكان تحت خط الفقر، وكان من هؤلاء نسبة 2.6% تحت سن الثامنة عشر ونسبة 9% في الخامسة والستين من العمر وما فوق.

### تعداد عام 2010
بلغ عدد سكان وايت هاوس 10,255 نسمة بحسب تعداد عام 2010، وبلغ عدد الأسر 3,628 أسرة وعدد العائلات 2,903 عائلة مقيمة في المدينة. في حين سجلت الكثافة السكانية 353 نسمة لكل كيلومتر مربع (914.3/ميل2). وبلغ عدد الوحدات السكنية 3,828 وحدة بمتوسط كثافة قدره 131.8 لكل كيلومتر مربع (341.4/ميل2).
وتوزع التركيب العرقي للمدينة بنسبة 94.92% من البيض و1.75% من الأمريكيين الأفارقة و0.16% من الأمريكيين الأصليين و0.84% من الأمريكيين ذوي الأصول الآسيوية و0.09% من سكان جزر المحيط الهادئ و0.91% من الأعراق الأخرى و1.35% من عرقين مختلطين أو أكثر و2.77% من الهسبانيون أو اللاتينيون من أي عرق.
بلغ عدد الأسر 3,628 أسرة كانت نسبة 46.9% منها لديها أطفال تحت سن الثامنة عشر تعيش معهم، وبلغت نسبة الأزواج القاطنين مع بعضهم البعض 64.9% من أصل المجموع الكلي للأسر، ونسبة 11.6% من الأسر كان لديها معيلات من الإناث دون وجود شريك،  بينما كانت نسبة 3.5% من الأسر لديها معيلون من الذكور دون وجود شريكة وكانت نسبة 20% من غير العائلات. تألفت نسبة 17.4% من أصل جميع الأسر من عدة أفراد يعيشون في نفس المنزل ونسبة 6.6% كانت تتألف من شخص يعيش بمفرده يبلغ من العمر 65 عاماً أو أكثر. وبلغ متوسط حجم الأسرة المعيشية 2.83، أما متوسط حجم العائلات فبلغ 3.19.
بلغ العمر الوسطي للسكان 35.1 عاماً. وكانت نسبة 29.8% من القاطنين تحت سن الثامنة عشر، وكانت نسبة 6.9% بين الثامنة عشر والرابعة والعشرين عاماً، ونسبة 30% كانت واقعةً في الفئة العمرية ما بين الخامسة والعشرين والرابعة والأربعين عاماً، ونسبة 24.3% كانت ما بين الخامسة والأربعين والرابعة والستين، ونسبة 9% كانت ضمن فئة الخامسة والستين عاماً فما فوق. وتوزع التركيب الجنسي للسكان بنسبة 47.8% ذكور و52.2% إناث.

## أعلام
- أندي كيربي
- جيم فارني
- كيث بالمر

## وصلات خارجية
- cityofwhitehouse.com
- The US50 - Cities and Towns in Tennessee State